# Bafétimbi Gomis
Bafétimbi Fredius Gomis (La Seyne sur Mer, 6 agosto 1985) è un ex calciatore francese di origini senegalesi, di ruolo attaccante.
È uno dei dieci calciatori che hanno segnato almeno un poker in una sola partita di Champions League, oltre ad aver realizzato la tripletta più veloce della storia della competizione, e con 29 reti in 33 presenze nella stagione 2017-2018, detiene il record per essere lo straniero con più gol in una singola stagione di Süper Lig, oltre ad essere stato, sempre in quell'annata, il miglior marcatore straniero del Galatasaray in una singola stagione.

## Caratteristiche tecniche
È stato un centravanti dotato di fisicità, abile nel difendere la palla grazie alla sua stazza fisica per far salire la squadra. Possedeva inoltre un buono stacco aereo.

## Carriera

### Club

#### Gli inizi
Esordisce nel 2003 col St-Étienne e nella sua prima stagione in Ligue 1 mette a segno 2 reti in 11 presenze. L'annata successiva lo vede in prestito al Troyes con 6 reti in 19 partite. La stagione 2005-2006 lo vede ritornare al Saint-Etienne, dove timbra il cartellino 2 volte in 24 gare di campionato. L'annata successiva segna 10 gol in 30 presenze sempre coi bianco-verdi. Nella stagione 2007-2008 segna 16 reti in 35 partite disputate in campionato.

#### Olympique Lione

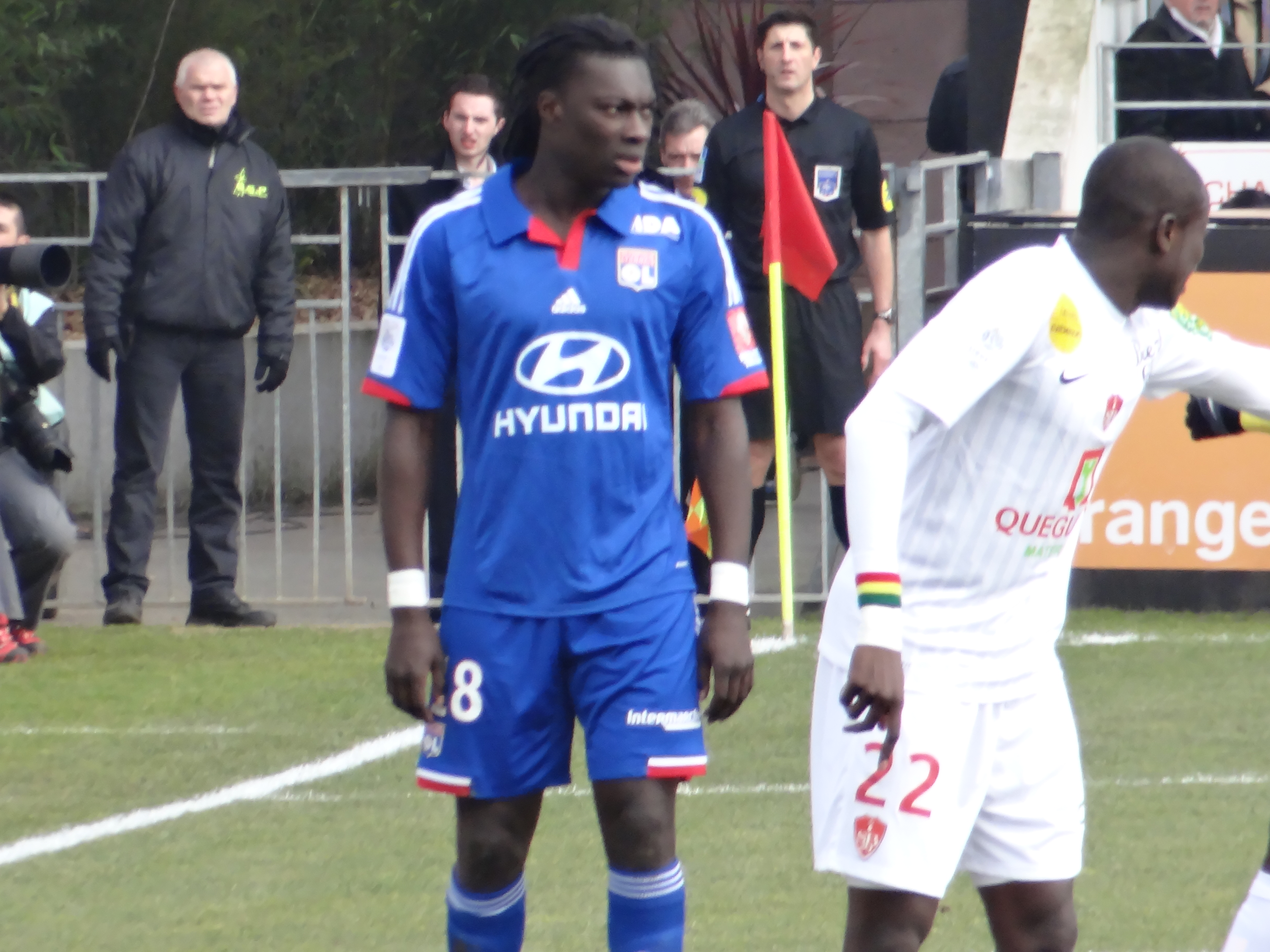
Gomis con la maglia dell'Olympique Lione nel 2009.

Il 29 luglio 2009 passa al Lione per 13 milioni di euro, firmando un contratto quinquennale.
Inizia ad avere un buon rendimento anche in Europa dove nella stagione 2010-2011 al Gerland riesce a segnare contro il Real Madrid di José Mourinho il gol del pareggio che porterà la partita sull'1-1 finale. Nella stagione seguente, il 7 dicembre 2011 segna una quaterna nella sesta ed ultima partita del girone di Champions League che la sua squadra vince per 7-1 in trasferta contro la Dinamo Zagabria. In quest'occasione le prime tre reti rappresentano la tripletta più veloce nella storia della competizione. Condivide il record delle quattro marcature con Marco van Basten, Lionel Messi, Andrij Ševčenko, Simone Inzaghi, Ruud van Nistelrooij, Dado Pršo, Mario Gómez, Robert Lewandowski, Zlatan Ibrahimović e Josip Iličić. Alla fine della stagione 2013-2014 rimane svincolato, una volta scaduto il suo contratto col Lione.

#### Swansea City
Il 27 giugno 2014 firma un contratto quadriennale con i gallesi dello Swansea City. Il 16 agosto 2014 fa il suo esordio con la nuova maglia, nella vittoria per 2-1 ad Old Trafford contro il Manchester United, subentrando a Wilfried Bony al 78º minuto. Il 26 agosto seguente segna il suo primo gol con gli Swans, nella vittoria per 1-0 contro il Rotherham in League Cup. L'11 maggio 2015 segna il gol del vantaggio decisivo contro l'Arsenal.

#### Ultimi anni e ritiro
Il 29 luglio 2016 viene ceduto in prestito all'Olympique Marsiglia, tornando a giocare in Francia due anni dopo. Viene inoltre nominato sin da subito come nuovo capitano del club.
Nel 2017 passa ai turchi del Galatasaray per 2,5 milioni di euro, conquistando a fine stagione il campionato nazionale e aggiudicandosi il titolo di capocannoniere con 29 reti realizzate in 33 partite.
L'anno seguente si trasferisce all'Al-Hilal Club. Con i suoi gol (11 reti in 14 partite) trascina la squadra saudita alla vittoria della AFC Champions League 2019. Il 14 dicembre segna la rete della vittoria per 1-0 della squadra saudita contro l’Espérance nella partita valida per il quarto di finale della Coppa del mondo per club. Il 25 gennaio 2022 viene ufficializzata la fine del suo rapporto con il club saudita, con cui gioca 149 partite e realizza 110 reti complessive.
Nella finestra di mercato invernale del 2022 passa di nuovo al Galatasaray, dove milita per una stagione, prima di trasferirsi, l'8 agosto 2023, ai giapponesi del Kawasaki Frontale.
L'11 novembre 2024 annuncia il ritiro dal calcio giocato, chiudendo la sua carriera con 623 partite e 273 reti.

### Nazionale
Esordisce il 27 maggio 2008 in un'amichevole contro l'Ecuador, entrando nella ripresa a posto di Djibril Cissé e siglando una doppietta in 26 minuti (60' e 86') che dà alla nazionale transalpina la vittoria per 2-0. Gomis è l'unico giocatore francese insieme a Zinédine Zidane ad aver segnato una doppietta al suo esordio in nazionale. Viene confermato nella definitiva lista dei convocati per Euro 2008 da parte del ct Raymond Domenech.
Il 7 ottobre 2009, durante un allenamento con la nazionale francese, viene colto da un malore improvviso e cade a terra privo di sensi; dopo poco più di un minuto si riprende, anche se visibilmente stordito, tranquillizzando compagni e staff medico, che prontamente l'hanno soccorso.

## Statistiche

### Presenze e reti nei club
Statistiche aggiornate al 13 gennaio 2024.
| Stagione                 | Squadra                  | Campionato               | Campionato | Campionato | Coppe nazionali | Coppe nazionali | Coppe nazionali | Coppe continentali | Coppe continentali | Coppe continentali | Altre coppe | Altre coppe | Altre coppe | Totale | Totale |
| Stagione                 | Squadra                  | Comp                     | Pres       | Reti       | Comp            | Pres            | Reti            | Comp               | Pres               | Reti               | Comp        | Pres        | Reti        | Pres   | Reti   |
| ------------------------ | ------------------------ | ------------------------ | ---------- | ---------- | --------------- | --------------- | --------------- | ------------------ | ------------------ | ------------------ | ----------- | ----------- | ----------- | ------ | ------ |
| 2002-2003                | Saint-Étienne B          | CFA                      | 2          | 0          |                 | -               | -               | -                  | -                  | -                  | -           | -           | -           | 2      | 0      |
| 2003-2004                | Saint-Étienne B          | CFA                      | 18         | 12         |                 | -               | -               | -                  | -                  | -                  | -           | -           | -           | 18     | 12     |
| 2003-2004                | Saint-Étienne            | L2                       | 11         | 2          | CF+CdL          | 3+2             | 0               | -                  | -                  | -                  | -           | -           | -           | 16     | 2      |
| 2004-gen. 2005           | Saint-Étienne B          | CFA                      | 10         | 3          |                 | -               | -               | -                  | -                  | -                  | -           | -           | -           | 10     | 3      |
| Totale Saint-Étienne B   | Totale Saint-Étienne B   | Totale Saint-Étienne B   | 30         | 15         |                 | -               | -               |                    | -                  | -                  |             | -           | -           | 30     | 15     |
| 2004-gen. 2005           | Saint-Étienne            | L1                       | 6          | 0          | CF+CdL          | 1+0             | 0               | -                  | -                  | -                  | -           | -           | -           | 7      | 0      |
| gen.-giu. 2005           | Troyes                   | L2                       | 13         | 6          | CF+CdL          | 0               | 0               | -                  | -                  | -                  | -           | -           | -           | 13     | 6      |
| 2005-2006                | Saint-Étienne            | L1                       | 24         | 2          | CF+CdL          | 1+1             | 0               | -                  | -                  | -                  | -           | -           | -           | 26     | 2      |
| 2006-2007                | Saint-Étienne            | L1                       | 30         | 10         | CF+CdL          | 1+3             | 0+3             | -                  | -                  | -                  | -           | -           | -           | 34     | 13     |
| 2007-2008                | Saint-Étienne            | L1                       | 35         | 16         | CF+CdL          | 1+1             | 0               | -                  | -                  | -                  | -           | -           | -           | 37     | 16     |
| 2008-2009                | Saint-Étienne            | L1                       | 36         | 10         | CF+CdL          | 2+1             | 1+1             | CU                 | 8                  | 4                  | -           | -           | -           | 47     | 16     |
| Totale Saint-Étienne     | Totale Saint-Étienne     | Totale Saint-Étienne     | 142        | 40         |                 | 17              | 5               |                    | 8                  | 4                  |             | -           | -           | 167    | 49     |
| 2009-2010                | Olympique Lione          | L1                       | 37         | 10         | CF+CdL          | 2+2             | 1+0             | UCL                | 10                 | 4                  | -           | -           | -           | 51     | 15     |
| 2010-2011                | Olympique Lione          | L1                       | 35         | 10         | CF+CdL          | 2+1             | 0+0             | UCL                | 7                  | 2                  | -           | -           | -           | 45     | 12     |
| 2011-2012                | Olympique Lione          | L1                       | 36         | 14         | CF+CdL          | 6+3             | 4+1             | UCL                | 9                  | 6                  | -           | -           | -           | 54     | 25     |
| 2012-2013                | Olympique Lione          | L1                       | 37         | 16         | CF+CdL          | 1+1             | 1+1             | UEL                | 5                  | 2                  | SF          | 1           | 1           | 45     | 21     |
| 2013-2014                | Olympique Lione          | L1                       | 33         | 14         | CF+CdL          | 3+4             | 2+3             | UEL                | 9                  | 3                  | -           | -           | -           | 49     | 22     |
| Totale Olympique Lione   | Totale Olympique Lione   | Totale Olympique Lione   | 178        | 64         |                 | 25              | 13              |                    | 40                 | 17                 |             | 1           | 1           | 244    | 95     |
| 2014-2015                | Swansea City             | PL                       | 31         | 7          | FACup+FlC       | 2+3             | 2+1             | -                  | -                  | -                  | -           | -           | -           | 36     | 10     |
| 2015-2016                | Swansea City             | PL                       | 33         | 6          | FACup+FlC       | 1+1             | 1+0             | -                  | -                  | -                  | -           | -           | -           | 35     | 7      |
| Totale Swansea City      | Totale Swansea City      | Totale Swansea City      | 64         | 13         |                 | 7               | 4               |                    | -                  | -                  |             | -           | -           | 71     | 17     |
| 2016-2017                | Olympique Marsiglia      | L1                       | 31         | 20         | CF+CdL          | 1+2             | 0+1             | -                  | -                  | -                  | -           | -           | -           | 34     | 21     |
| 2017-2018                | Galatasaray              | SL                       | 33         | 29         | CT              | 5               | 3               | UEL                | 2                  | 0                  | -           | -           | -           | 40     | 32     |
| ago.2018                 | Galatasaray              | SL                       | 1          | 0          | CT              | -               | -               |                    | -                  | -                  | TsK         | 1           | 0           | 2      | 0      |
| 2018-2019                | Al-Hilal                 | SPL                      | 30         | 21         | KCC             | 2               | 3               | ACC+ACL            | 4+6                | 3+4                |             | -           | -           | 42     | 31     |
| 2019-2020                | Al-Hilal                 | SPL                      | 29         | 27         | KCC             | 4               | 1               | ACL+ACL            | 8+4                | 7+3                | Cmc         | 3           | 2           | 48     | 40     |
| 2020-2021                | Al-Hilal                 | SPL                      | 30         | 24         | KCC             | 1               | 0               | ACL                | 10                 | 6                  | SS          | 1           | 0           | 40     | 30     |
| 2021-gen. 2022           | Al-Hilal                 | SPL                      | 17         | 9          | KCC             | 1               | 0               | ACL                | -                  | -                  | SS          | 1           | 0           | 19     | 9      |
| Totale Al Hilal          | Totale Al Hilal          | Totale Al Hilal          | 106        | 81         |                 | 8               | 4               |                    | 32                 | 23                 |             | 5           | 2           | 149    | 110    |
| gen.-giu.2022            | Galatasaray              | SL                       | 14         | 9          | TK              | 0               | 0               | UEL                | 2                  | 0                  | -           | -           | -           | 16     | 9      |
| 2022-2023                | Galatasaray              | SL                       | 23         | 8          | TK              | 5               | 2               |                    | -                  | -                  | -           | -           | -           | 28     | 10     |
| Totale Galatasaray       | Totale Galatasaray       | Totale Galatasaray       | 71         | 46         |                 | 10              | 5               |                    | 4                  | 0                  |             | 1           | 0           | 86     | 51     |
| 2023                     | Kawasaki Frontale        | J1                       | 8          | 0          | CG+CdL          | 1+0             | 0+0             | ACL                | 5                  | 0                  | -           | -           | -           | 13     | 0      |
| 2024                     | Kawasaki Frontale        | J1                       | 9          | 3          |                 | -               | -               |                    | -                  | -                  | SG          | 1           | 0           | 10     | 3      |
| Totale Kawasaki Frontale | Totale Kawasaki Frontale | Totale Kawasaki Frontale | 17         | 3          |                 | 1               | 0               |                    | 5                  | 0                  |             | 1           | 0           | 24     | 3      |
| Totale carriera          | Totale carriera          | Totale carriera          | 638        | 290        |                 | 68              | 31              |                    | 87                 | 44                 |             | 8           | 3           | 815    | 368    |

### Cronologia presenze e reti in nazionale
| Cronologia completa delle presenze e delle reti in nazionale ― Francia | Cronologia completa delle presenze e delle reti in nazionale ― Francia | Cronologia completa delle presenze e delle reti in nazionale ― Francia | Cronologia completa delle presenze e delle reti in nazionale ― Francia | Cronologia completa delle presenze e delle reti in nazionale ― Francia | Cronologia completa delle presenze e delle reti in nazionale ― Francia | Cronologia completa delle presenze e delle reti in nazionale ― Francia | Cronologia completa delle presenze e delle reti in nazionale ― Francia |
| Data                                                                   | Città                                                                  | In casa                                                                | Risultato                                                              | Ospiti                                                                 | Competizione                                                           | Reti                                                                   | Note                                                                   |
| ---------------------------------------------------------------------- | ---------------------------------------------------------------------- | ---------------------------------------------------------------------- | ---------------------------------------------------------------------- | ---------------------------------------------------------------------- | ---------------------------------------------------------------------- | ---------------------------------------------------------------------- | ---------------------------------------------------------------------- |
| 27-5-2008                                                              | Grenoble                                                               | Francia                                                                | 2 – 0                                                                  | Ecuador                                                                | Amichevole                                                             | 2                                                                      | 46’                                                                    |
| 31-5-2008                                                              | Tolosa                                                                 | Francia                                                                | 0 – 0                                                                  | Paraguay                                                               | Amichevole                                                             | -                                                                      | 46’                                                                    |
| 9-6-2008                                                               | Zurigo                                                                 | Romania                                                                | 0 – 0                                                                  | Francia                                                                | Euro 2008 - 1º turno                                                   | -                                                                      | 72’                                                                    |
| 13-6-2008                                                              | Berna                                                                  | Paesi Bassi                                                            | 4 – 1                                                                  | Francia                                                                | Euro 2008 - 1º turno                                                   | -                                                                      | 60’                                                                    |
| 14-10-2009                                                             | Saint-Denis                                                            | Francia                                                                | 3 – 1                                                                  | Austria                                                                | Qual. Mondiali 2010                                                    | -                                                                      | 79’                                                                    |
| 7-10-2011                                                              | Saint-Denis                                                            | Francia                                                                | 3 – 0                                                                  | Albania                                                                | Qual. Euro 2012                                                        | -                                                                      | 80’                                                                    |
| 15-8-2012                                                              | Le Havre                                                               | Francia                                                                | 0 – 0                                                                  | Uruguay                                                                | Amichevole                                                             | -                                                                      | 75’                                                                    |
| 7-9-2012                                                               | Helsinki                                                               | Finlandia                                                              | 0 – 1                                                                  | Francia                                                                | Qual. Mondiali 2014                                                    | -                                                                      | 89’                                                                    |
| 12-10-2012                                                             | Saint-Denis                                                            | Francia                                                                | 0 – 1                                                                  | Giappone                                                               | Amichevole                                                             | -                                                                      | 75’                                                                    |
| 14-11-2012                                                             | Parma                                                                  | Italia                                                                 | 1 – 2                                                                  | Francia                                                                | Amichevole                                                             | 1                                                                      | 64’                                                                    |
| 5-6-2013                                                               | Montevideo                                                             | Uruguay                                                                | 1 – 0                                                                  | Francia                                                                | Amichevole                                                             | -                                                                      | 59’ 63’                                                                |
| 9-6-2013                                                               | Porto Alegre                                                           | Brasile                                                                | 3 – 0                                                                  | Francia                                                                | Amichevole                                                             | -                                                                      | 82’                                                                    |
| Totale                                                                 |                                                                        | Presenze                                                               | 12                                                                     |                                                                        | Reti                                                                   | 3                                                                      |                                                                        |

## Palmarès

### Club

#### Competizioni nazionali
- Campionato francese di seconda divisione: 1

Saint-Étienne: 2003-2004
- Coppa di Francia: 1

O. Lione: 2011-2012
- Supercoppa francese: 1

O. Lione: 2012
- Campionato turco: 2

Galatasaray: 2017-2018, 2022-2023
- Campionato saudita: 2

Al Hilal: 2019-2020, 2020-2021
- Coppa del Re dei Campioni: 1

Al Hilal: 2019-2020
- Supercoppa saudita: 1

Al Hilal: 2021
- Coppa dell'Imperatore: 1

Kawasaki Frontale: 2023
- Supercoppa del Giappone: 1

Kawasaki Frontale: 2024

#### Competizioni internazionali
- AFC Champions League: 2

Al-Hilal: 2019, 2021

### Individuale
- Capocannoniere della Coupe de la Ligue: 1

2006-2007 (3 reti)
- Capocannoniere del Campionato turco: 1

2017-2018 (29 reti)
- MVP della AFC Champions League: 1

2019
- Capocannoniere della AFC Champions League: 1

2019 (11 reti)
- Capocannoniere del Campionato saudita: 1

2020-2021 (24 reti)